# 昌仕橋
昌仕橋位於臺灣高雄市桃源區省道臺20線（南部橫貫公路）的檜谷路段上，目前該橋樑受2004年中度颱風敏督利所引發的七二水災，使橋樑於山洪暴發下沖毀，經公路總局評估放棄重建後，改以箱涵與臨時便道方式通過該路段。

## 沿革

### 背景
臺20線南部橫貫公路為臺灣北中南三條橫跨中央山脈之重要橫貫公路，起始點位於臺南市，行經高雄市後跨越關山埡口進入臺東縣海端鄉，最初於臺灣日治時期即有日本人興建的關山越嶺道，戰後經公路總局於1958年至1967年間多次實地踏查，於1964年的第二次實地踏查比照日治時期的越嶺道路完成公路線型定案。
1968年7月11日南橫公路舉行開工典禮，全線以中部橫貫公路之施工水準開拓，由西段臺南端先行動工，1969年7月東段臺東縣海端鄉開始動工，1972年10月全線正式貫通，初期為礫石道路，直到1994年完成全線瀝青混凝土道路鋪面。

### 第一代昌仕橋
昌仕橋位於臺20線140K+410公里處，於1970年南橫公路開拓至此時即存在一條山溝與山溝上游的大面積崩塌地，當時規劃興建橋梁跨越該山溝，並於1972年完成橋樑，而公路總局工程司廖昌仕於築路期間因公殉職，因此後續將該橋梁命名為昌仕橋以茲紀念。

### 第二代昌仕橋
1993年12月公路總局因應舊昌仕橋風災中毀損，因此重建長28公尺之新橋梁，直到2004年6月底至7月初的中度颱風敏督利所引發之七二水災，再度讓昌仕橋野溪上游崩塌地山洪爆發，使1993年興建的第二代昌仕橋遭沖毀，災後復建期間，經公路總局評估該橋樑已不適合原地重建，目前改以過水箱涵以及混凝土鋪面的臨時便道通過該路段。
2015年3月12日至13日間，公路總局針對臺20線南橫公路高雄市梅山口至臺東縣下馬路段，邀集已退休的公路總局局長葉昭雄、吳文隆委員等工程學界人員前往勘災，並提供道路重建之建議，其中昌仕橋路段於該次勘災後建議，中長期橋梁應於野溪下游重建，並須考量上游既有之崩塌地山洪暴發的土砂量，將新橋通洪斷面加大，以期土砂沖刷時能安全通過橋梁不被沖毀。並另外建議該橋的中長期復建工程可與唯金溪橋、禮觀橋合併為一規劃案，或單獨與唯金溪橋合併一規劃案，辦理可行性研究及規劃。
2021年8月受到臺灣南部山區豪雨影響，使臺20線勤和復興段的明霸克露橋遭玉穗溪山洪暴發沖毀部分路段，使得桃源區復興、拉芙蘭及梅山等三里對外交通中斷，公路總局緊急協調開放當時尚未正式通車的臺20線臨105便道，供當地居民經關山埡口到臺東進行物資補給，而8月20日首次緊急開放通行當日下午三時，昌仕橋路段再度發生邊坡泥流沖刷，公路總局獲報前往勘查，認為泥沙沖刷強度較土石流低，仍緊急調派挖土機搶通道路，讓居民可安全通過。

### 臺灣橫貫公路冠以人名的橋樑
- 炳才橋（南橫）
- 進涇橋（南橫）
- 懷瀞橋（南橫）
- 武雄橋（南橫）